# Терехова Олена Юріївна
Олена Юріївна Терехова (рос. Елена Юрьевна Терехова; нар. 5 липня 1987, Воронеж, РРФСР) — російська футболістка, півзахисниця та нападниця.

## Життєпис
Перший тренер — Сергій Анатолійович Томілін. Часто грала в зв'язці з Оленою Даниловою. Футбольну кар'єру розпочала 2001 року в складі воронезької «Енергії». У 2005 році перейла у «Рязань-ВДВ», після чого приєдналася до московського «Спартака». У 2006 році підсилила «Індіану» з Women’s Premier Soccer League. Сезон по тому повернулася в «Росіянку» (Красноармійськ). Разом з командою двічі вигравала національний кубок. У 2012 році повернулася до клубу «Рязань-ВДВ». У 2016 році знову захищала кольори воронезької «Енергії», а наступного року опинилася в столичному ЦСКА. З 2018 року знову захищала кольори «Росіянки».
У складі збірної Росії разом з Оленою Даніловою, Ксенією Цибутович та Оленою морозовою виграла молодіжний чемпіонат Європи 2005 року. У футболці національної збірної Росії дебютувала 2004 року. Головний тренер збірної Ігор Шалімов викликав Олену до складу збірної Росії для участі в чемпіонаті Європи 2009 року, де Терехова зіграла декілька хвилин у програному (0:3) поєдинку проти Швеції. У 2013 році Сергій Лаврентьєв також запросив Олену до національної збірної Росії для участі в груповому етапі чемпіонату Європи, де нападниця зіграла у всих трьох матчах групового етапу та віздзначилася єдиним голом збірної Росії в нічийному (1:1) поєдинку проти Іспанії.

## Досягнення

### Клубні
- Чемпіонат Росії
  -  Чемпіон (2): 2013, 2016

- Кубок Росії
  -  Володар (3): 2008, 2009, 2014

- USL W-League
  -  Чемпіон (1): 2007

### Збірна
- Жіночий чемпіонат Європи (U-19)
  -  Чемпіон (1): 2005

## Голи за збірну в офіційних матчах
| Змагання              | Раунд        | Дата       | Місце           | Суперник  | Голи | Результат | Загалом |
| --------------------- | ------------ | ---------- | --------------- | --------- | ---- | --------- | ------- |
| Чемпіонат світу 2011  | кваліфікація | 2010–03–28 | Талдикорган     | Казахстан | 1    | 6–0       | 1       |
| Чемпіонат Європи 2013 | кваліфікація | 2011–11–09 | Ано-Ліосія      | Греція    | 1    | 4–0       | 2       |
| Чемпіонат Європи 2013 | перший раунд | 2013–07–18 | Норрчепінг      | Іспанія   | 1    | 1–1       | 2       |
| Чемпіонат світу 2015  | кваліфікація | 2014–09–17 | Загреб          | Хорватія  | 1    | 3–1       | 1       |
| Чемпіонат Європи 2017 | кваліфікація | 2016–04–12 | Санкт-Петербург | Угорщина  | 2    | 3–3       | 2       |